# 东京农业大学
东京农业大学（日语：／）位于日本东京都世田谷区樱丘1-1-1，为日本私立大学，1925年设置，大学简称东京农大、农大、东农大、TUA。
東東京農業大學也是眾多時津風部屋力士的母校。

## 沿革
- 1891年（明治24年）3月6日，东京市麹町区（现千代田区）饭田河岸、德川育英会育英黌农业科设立。管理长榎本武扬、黌长永持明德就任。
- 1892年（明治25年）10月23日，学校搬迁到小石川区（现文京区）大塚窪町。
- 1892年（明治25年），德川育英会育英黌分黌农业科之改称。
- 1893年（明治26年）5月11日，德川育英黌独立。私立东京农学校之改称。1893年（明治26年），全教职员之学生构成团体「农友会」。
- 1897年（明治30年），大日本农会附属私立东京农学校之改称。教头横井时敬就任。
- 1898年（明治31年）10月13日，学校搬迁到东京府丰多摩郡涩谷村常磐松御料地。
- 1901年（明治34年）7月15日，大日本农会付属东京高等农学校之改称。
- 1903年（明治36年）8月21日，专门学校令认可学校。
- 1905年（明治38年）2月21日，农商务省「耕地整理讲习部」设置。学园祭的前身「运动会」开催。
- 1907年（明治40年），东京农业大学生活协同组合的前身消费组合设立。
- 1911年（明治44年）11月16日，专门学校令颁发，私立东京农业大学之改称、本科大学部·予科大学部·高等科设置。初代学长横井时敬就任。
- 1913年（大正2年），东京农业大学肥料分析讲习部（农艺化学讲习部）设置。
- 1916年（大正5年），东京都荏原郡玉川村用贺农场（现日本中央竞马会马事公苑一部）设置。农大初本格的实习农场。
- 1921年（大正10年），第二回东京箱根间往复大学駅传竞走（箱根站传）初参加。
- 1922年（大正11年），图书馆开设。
- 1923年（大正12年），应援歌诞生。
- 1924年（大正13年），东京高等造园学校设立。东京农业大学出版部（现东京农业大学出版会）开设。
- 1925年（大正14年），财团法人东京农业大学设立、大日本农会独立。大学令东京农业大学设立、农学部农学科予科设置。1911年设置私立东京农业大学、东京农业大学专门部、农学科农艺化学科设置。
- 1926年（大正15年）9月，东京农业大学学歌制定。作词尾上柴舟、作曲山田耕作。
- 1927年（昭和2年），第二代学长吉川右辉就任。
- 1937年（昭和12年）12月27日，专门部农业拓殖科设置。
- 1938年（昭和13年）12月16日，大学农学部农业经济学科设置。
- 1939年（昭和14年），第三代学长佐藤宽次就任。
- 1940年（昭和15年）4月1日，专门部农业工学科设置。
- 1941年（昭和16年），专门部农村经济学科设置。1941年（昭和16年）4月1日，满洲国委托农业土木技术员讲习部设置。
- 1942年（昭和17年）4月1日，1924年设立的东京高等造园学校合并。专门部造园科设置。
- 1945年（昭和20年）4月1日，大学农学部农艺化学科、大学农学部农业土木科设置。1945年（昭和20年）5月25日，空袭使得常磐松校舍大部分烧失。
- 1946年（昭和21年）3月29日，学校搬迁到东京都世田谷区世田谷4丁目461番地。1946年（昭和21年）9月，财团法人农艺振兴会开设。
- 1947年（昭和22年）3月31日，专门部开拓科废止。1947年（昭和22年）4月1日，千叶县茂原市千叶农学部设置。千叶农学部专门部林业科、千叶农学部专门部畜产科设置。1947年（昭和22年），有用植物园设置。
- 1949年（昭和24年）2月21日，学校教育法学校法人东京农业大学设立、旧制东京农业大学、专门部、千叶农学部改组。农学部农学科·林学科·畜产学科·农业化学科·农业工学科·农业经济学科·緑地学科·协同组合学科设置。
- 1950年（昭和25年）3月14日，东京农业大学短期大学设置。协同组合学科废止。
- 1951年（昭和26年），东京农业大学父兄会（现东京农业大学教育后援会）开设。
- 1952年（昭和27年），战后初的学园祭「収穫祭」开办。
- 1953年（昭和28年）1月31日，大学农学部酿造学科设置。1953年（昭和28年）3月31日，东京农业大学大学院设置。大学院农学研究科修士课程农学专攻、大学院农学研究科修士课程农业经济学专攻设置。
- 1954年（昭和29年），大学农学部农业化学科、大学农学部农艺化学科之改称。
- 1955年（昭和30年），第四代学长千叶三郎就任。
- 1956年（昭和31年），大学农学部农业拓殖科设置。1956年（昭和31年），大学农学部緑地学科、大学农学部造园学科之改称。
- 1957年（昭和32年），大学院农学研究科修士课程农艺化学专攻设置。
- 1959年（昭和34年），大学院农学研究科博士课程农艺化学专攻设置。1959年（昭和34年），第五代学长三浦肆玖楼就任。
- 1960年（昭和35年）用贺农场退却、厚木中央农场设置。
- 1961年（昭和36年），第六代学长内藤敬就任。1961年（昭和36年），大学农学部营养学科设置。
- 1962年（昭和37年），大学院农学研究科博士课程农学专攻、大学院农学研究科博士课程农业经济学专攻设置。
- 1968年（昭和43年），大学营养学科、营养学专攻管理营养士专攻分离。
- 1971年（昭和46年），第七代学长平林忠就任。
- 1975年（昭和50年），东京农业大学成人学校设置。1975年（昭和50年），第八代学长铃木隆雄就任。
- 1978年（昭和53年），东京农业大学综合研究所设置。
- 1981年（昭和56年），图书馆农业资料室、博物馆相当施设指定。
- 1986年（昭和61年），大学院农学研究科修士课程林学专攻、大学院农学研究科修士课程畜产学专攻、大学院农学研究科修士课程食品营养学专攻设置。
- 1987年（昭和62年），第九代学长松田藤四郎就任。
- 1989年（平成元年），大学生物产业学部生物生产学科、大学生物产业学部食品化学科、大学生物产业学部产业经营学科设置。
- 1990年（平成2年），大学院农学研究科修士课程林学专攻、大学院农学研究科修士课程畜产学专攻的博士前期课程、博士后期课程设置。大学院农学研究科博士后期课程生物环境调整学专攻、大学院农学研究科修士课程农业工学专攻、大学院农学研究科修士课程酿造学专攻、大学院农学研究科修士课程国际农业开发学专攻、大学院农学研究科修士课程造园学专攻设置。
- 1991年（平成3年），大学农学部农业拓殖学科、大学农学部国际农业开发学科改称。东京农业大学父兄会、东京农业大学教育后援会改称。创立100周年记念式典举行、天皇、皇后临席。 100周年事业实施。
- 1993年（平成5年），大学院生物产业学研究科修士课程生物产业学专攻设置。
- 1995年（平成7年），大学院生物产业学研究科修士课程生物产业学专攻之博士前期课程、博士后期课程设置。
- 1998年（平成10年），农学部、应用生物科学部、地域环境科学部、国际食料情报学部改组。农学部的农学科与畜产学科设置。
- 1999年（平成11年），第十代学长进士五十八就任。
- 2004年（平成16年），「食之农」博物馆开设。
- 2005年（平成17年），大学国际食料情报学部生物企业情报学科、大学国际食料情报学部国际学科之改称。大学院农学研究科博士后期课程生物环境调整学专攻、大学院农学研究科博士后期课程环境共生学专攻改称。2005年（平成17年），第十一代学长大泽贯寿就任。
- 2010年（平成22年），大学生物产业学部食品科学科、大学生物产业学部食品香粧学科之改称。
- 2012年（平成24年），大学生物产业学部产业经营学科、大学生物产业学部地域产业经营学科之改称。

## 院系

### 学部
- 农学部
- 应用生物科学部
- 地域环境科学部
- 国际食料情报学部
- 生物产业学部

### 大学院
- 农学研究科
- 生物产业学研究科

## 对外交流
东京农业大学一共有18所海外姊妹校。
- 密歇根大学（美国）
- 中国农业大学（中国大陆）
- 不列颠哥伦比亚大学（加拿大）
- 国立中兴大学（台湾）

## 脚注
1. ↑  正式な略称は「東京農大」である。「農大」は、戦前の正式な略称であるが、現在でも大学関係者やキャンパス周辺で使われている略称である。「東農大」は、スポーツ中継等で便宜的に使われるものであり、正式な略称ではない。「TUA」は、英称「Tokyo University of Agriculture」の頭文字からとられた、英称での略称である。